# موشتانیتسا
موشتانیتسا (به لاتین: Moštanica) یک منطقهٔ مسکونی در کرواسی است که در شهرستان سیساک-موسلاوینا واقع شده‌است. موشتانیتسا ۹۳ نفر جمعیت دارد.